# Kioea
El kioea (Chaetoptila angustipluma) és un ocell extint de la família dels mohoids (Mohoidae) i única espècie del gènere Chaetoptila G.R. Gray, 1869.

## Hàbitat i distribució
Habitava els boscos de Hawaii. Es va citar per darrera vegada en 1859.